# 狼狩獵
是一部2022年上映的韓國科幻驚悚動作片。由《技術者們》導演金泓善執導，徐仁國、張東潤、崔貴華、成東鎰、朴浩山、庭沼玟、高昌錫、張榮男主演。講述連國際刑警組織都放棄的窮凶極惡的罪犯們，將他們從太平洋中心遣返回韓國的過程中，面對前所未有的極限狀況而展開的硬漢生存挑戰。2022年9月16日在第47屆多倫多國際電影節舉行首映，9月21日在韓國正式上映，10月24日開始提供VOD家庭點播服務。

## 劇情介紹
2021年9月，在菲律賓馬尼拉國際集裝箱碼頭，包括道日、鐘斗在內的韓國犯罪分子登上了4萬噸級別的貨船—「邊境泰坦號」。
韓國警察署長錫宇和22名暴力犯罪調查經歷至少10年以上的警察為了護送遺返韓國的囚犯們，和他們一起搭上了貨船，和漂浮的監獄沒有什麼兩樣的貨船離開港口開始駛向韓國，護航任務代號“狼狩獵計劃”。森嚴戒備下的貨船相當寂靜，但鐘斗和他的手下們發動了暴動，用兇器殘忍地屠殺警察們。與此同時，在船底隱藏的房間裡，邪惡的東西從束縛中解脫出來，開始從黑暗中醒來⋯⋯

## 演員陣容

### 主要人物
| 演員   | 角色   | 介紹                                                 |
| ------ | ------ | ---------------------------------------------------- |
| 徐仁國 | 朴鐘斗 | 遣返黑幫幹部，心狠手辣，為搶女警李多妍不惜槍殺自己人 |
| 張東潤 | 李道日 | 遣返罪犯                                             |
| 崔貴華 | 阿爾法 | 於船底陷入沈睡神秘人物，由船醫定時注射安眠藥         |
| 成東鎰 | 吳大雄 | 政府高層指派取代警方監控遺返船的主管                 |
| 朴浩山 | 李錫宇 | 移監警察LEADER                                       |
| 庭沼玟 | 李多妍 | 移監女警，個性認真，槍法極準                         |
| 高昌錫 | 高建裴 | 黑幫大哥                                             |
| 張榮男 | 崔明珠 | 黑幫大嫂                                             |
| 孫鐘鶴 | 孫守哲 | 遣返罪犯，長久監禁於國外監獄，期待遣返               |
| 李成旭 | 李慶浩 | 船醫，私下接受生技公司的奇怪委託                     |

### 其他人物
| 演員   | 角色   | 介紹                                 |
| ------ | ------ | ------------------------------------ |
| 丁文晟 | 金奎泰 | 黑幫劫船LEADER，殺死工作人員代之登船 |
| 洪智允 | 宋恩芝 | 護士，以渡假心態登船                 |
| 金燦亨 | 朴宰佑 | 警察                                 |
| 鄭守教 | 南賢洙 | 警察                                 |
| 姜正宇 | 崔英達 | 犯人                                 |
| 金哲允 | 李泰元 | 犯人                                 |
| 池南赫 | 朴先昌 | 犯人                                 |
| 張宰豪 | 趙明秀 | 組織成員                             |
| 金民哲 | 崔碩振 | 組織成員                             |

### 友情出演
| 演員   | 角色      | 介紹               |
| ------ | --------- | ------------------ |
| 林周煥 | 表理事    | 生技公司高層       |
| 申承煥 | 螳螂      |                    |
| 鄭成日 | 鄭弼成    | 警察               |
| 權律   |           | 直升機武裝人員組長 |
| 權秀賢 | 陳江宇    | 組織成員           |
| 李洪耐 | 耳釘      |                    |
| 金康勳 |           | 道日的兒子         |
| 全惠媛 | 新聞主播1 |                    |
| 金容必 | 新聞主播2 |                    |
| 朴成炫 |           | 聲音出演           |

## 製作
2021年10月公開首波劇照，在第26屆釜山國際電影節的亞洲電影市場中首次亮相。
在电影舞台问候时，金泓善导演表示已经准备了该片的前传和续集，这部电影可以认为是三部曲中的第二部，而前传和续集的制作将会视韩国和海外的票房情况来决定。

### 拍攝
拍攝於2021年4月21日開始進行，2022年年初殺青。

## 獎項
| 年份 | 頒獎禮                   | 獎項                    | 入圍者 | 結果 | 参考  |
| ---- | ------------------------ | ----------------------- | ------ | ---- | ----- |
| 2022 | 第55屆西班牙錫切斯電影節 | 評審特別獎              | 金泓善 | 獲獎 |       |
| 2022 | 第55屆西班牙錫切斯電影節 | 最佳視覺效果            |        | 獲獎 |       |
| 2023 | 第59屆百想藝術大獎       | 電影部門 男子新人演技獎 | 徐仁國 | 提名 | [ 8 ] |
| 2023 | 第28届春史電影獎         | 最佳新人男演员          | 徐仁國 | 提名 | [ 9 ] |

## 外部鏈接
- NAVER上《狼狩獵》的資料
- Daum上《狼狩獵》的資料

- 韩国电影数据库（KMDb）上《狼狩獵》的資料
- 互联网电影数据库（IMDb）上《狼狩獵》的资料（英文）